# Ahuazotepec
Ahuazotepec è una municipalità dello stato di Puebla, nel Messico centrale, il cui capoluogo è la località omonima.
Conta 14.754 abitanti (2010) e ha una estensione di 90,98 km². 	 	
Il significato del nome della località in lingua nahuatl è sulla collina della vecchia quercia.